# الحسينية (القنيطرة)
الحسينية هي إحدى القرى المحتلة والمدمرة التابعة لمركز البطيحة التابع لمحافظة القنيطرة في هضبة الجولان بجنوب غرب سوريا.
تتبع ناحية البطيحة، منطقة فيق، محافظة القنيطرة (1092 نسمة عام 1967- 190 م)
تقع في سهل البطيحة اللحقي إلى الشمال الشرقي من بحيرة طبريا، جنوب المراوي وشمال وادي زيتة، على بعد كيلو متر ونصف من بلدة المحجار جنوباً، تقوم فيها زراعة أشجار الزيتون والحمضيات والموز والخضار المبكرة، وتربى فيها الأبقار والأغنام. وتشرب من مياه الينابيع ومن قناة للري.